# Cerambyx castaneus
Cerambyx castaneus är en skalbaggsart som beskrevs av Voet 1778. Cerambyx castaneus ingår i släktet ekbockar, och familjen långhorningar. Inga underarter finns listade.